# Дергачівська міська рада
Дергачі́вська міська́ ра́да — адміністративно-територіальна одиниця та орган місцевого самоврядування в Дергачівському районі Харківської області. Адміністративний центр — місто Дергачі.

## Загальні відомості
- Дергачівська міська рада утворена в 1660 році.
- Територія ради: 191,46 км²
- Населення ради: 20 802 особи (станом на 2001 рік)
- Територією ради протікає річка Лопань.

## Населені пункти
Міській раді підпорядковані населені пункти:
- м. Дергачі
- с. Білаші
- с. Болибоки
- с. Ємці
- с. Замірці
- с. Маслії
- с. Мищенки
- с. Семенівка
- с. Шовкопляси

## Склад ради
Рада складається з 30 депутатів та голови.
- Голова ради: Лисицький Олександр Васильович (загинув 29.04.2017)[1]
- Секретар ради: Бондаренко Катерина Іванівна

### Керівний склад попередніх скликань
| Прізвище, ім'я, по батькові                         | Основні відомості                                                       | Дата обрання | Дата звільнення |
| --------------------------------------------------- | ----------------------------------------------------------------------- | ------------ | --------------- |
| Лисицький Олександр Васильович (загинув 29.04.2017) | Міський голова, 1955 року народження, освіта вища, безпартійний         | 26.03.2006   | 31.10.2010      |
| Лисицький Олександр Васильович (загинув 29.04.2017) | Міський голова, 1955 року народження, освіта вища, член Партії регіонів | 31.10.2010   |                 |

Примітка: таблиця складена за даними сайту Верховної Ради України

### Депутати
За результатами місцевих виборів 2010 року депутатами ради стали:

#### За суб'єктами висування
| Суб'єкт висування                                       | Кількість обраних депутатів | %    |
| ------------------------------------------------------- | --------------------------- | ---- |
| Партія регіонів                                         | 22                          | 73,3 |
| Комуністична партія України                             | 3                           | 10   |
| Політична партія Всеукраїнське об'єднання «Батьківщина» | 3                           | 10   |
| Політична партія «Сильна Україна»                       | 1                           | 3,3  |
| Політична партія «Фронт Змін»                           | 1                           | 3,3  |

#### За округами
| № округу                                                | Прізвище, ім'я, по батькові         | Дата визнання обраним | Освіта  | Партійна приналежність                        | Відомості про обраного депутата                                                                          |
| ------------------------------------------------------- | ----------------------------------- | --------------------- | ------- | --------------------------------------------- | --- |
| Комуністична партія України                             |                                     |                       |         |                                               | |
| б/м                                                     | Василиненко Володимир Володимирович | 03.11.2010            | вища    | член Комуністичної партії України             | тимчасово не працює                                                                                      |
| б/м                                                     | Василиненко Марія Андріївна         | 01.12.2013            | вища    | позапартійна                                  | пенсіонер                                                                                                |
| 6                                                       | Драгунєвич Раїса Валентинівна       | 03.11.2010            | середня | член Комуністичної партії України             | пенсіонер                                                                                                |
| Партія регіонів                                         |                                     |                       |         |                                               | |
| б/м                                                     | Бондаренко Катерина Іванівна        | 03.11.2010            | вища    | член Партії регіонів                          | Дергачівська міська рада, секретар міської ради                                                          |
| б/м                                                     | Стрілець Віра Петрівна              | 03.11.2010            | вища    | член Партії регіонів                          | Сільськогосподарське ТОВ «Дергачівська станція по птахівництву та інкубації», головний технолог          |
| б/м                                                     | Слюсаренко Віктор Трохимович        | 03.11.2010            | вища    | член Партії регіонів                          | Дергачівська районна рада, завідувач відділу                                                             |
| б/м                                                     | Осадчий Олександр Станіславович     | 03.11.2010            | вища    | член Партії регіонів                          | фізична особа-підприємець                                                                                |
| б/м                                                     | Зєньков Андрій Володимирович        | 03.11.2010            | вища    | член Партії регіонів                          | Комунальне підприємство «Дергачівське архітектурне бюро», директор                                       |
| б/м                                                     | Білий Володимир Михайлович          | 03.11.2010            | вища    | член Партії регіонів                          | Спортивно-оздоровчий комплекс «Аркада», директор                                                         |
| б/м                                                     | Літвінов Михайло Олександрович      | 03.11.2010            | вища    | член Партії регіонів                          | Харківська обласна організація Партії регіонів, головний спеціаліст організаційного відділу              |
| б/м                                                     | Шевченко Вячеслав Григорович        | 12.11.2010            | вища    | член Партії регіонів                          | Комунальне підприємство «Оздоровчо-спортивний комплекс „Металіст“», генеральний директор                 |
| 1                                                       | Кантемир Ольга Олександрівна        | 03.11.2010            | вища    | член Партії регіонів                          | Комунальне підприємство технічної інвентаризації «Інвенрос», директор                                    |
| 2                                                       | Шептуха Олексій Іванович            | 03.11.2010            | середня | член Партії регіонів                          | пенсіонер                                                                                                |
| 3                                                       | Аляб'єва Катерина Дмитрівна         | 03.11.2010            | вища    | член Партії регіонів                          | Дергачівське райдерж-радіомовлення, бухгалтер                                                            |
| 4                                                       | Бабаєва Любов Михайлівна            | 03.11.2010            | вища    | член Партії регіонів                          | Управління Казначейства в Дергачівському районі, начальник                                               |
| 5                                                       | Вовк Олексій Іванович               | 03.11.2010            | вища    | член Партії регіонів                          | Приватне підприємство «Аверс», директор                                                                  |
| 7                                                       | Лучша Людмила Миколаївна            | 03.11.2010            | вища    | член Партії регіонів                          | Дергачівска міжрайонна державна податкова інспекція, начальник Управління оподаткування фізичних осіб    |
| 8                                                       | Праско Олександр Іванович           | 03.11.2010            | середня | член Партії регіонів                          | пенсіонер                                                                                                |
| 9                                                       | Желтобрюх Світлана Миколаївна       | 03.11.2010            | вища    | член Партії регіонів                          | Дергачівська загальноосвітня школа № 1, вчитель                                                          |
| 10                                                      | Байстрюченко Ольга Володимирівна    | 03.11.2010            | вища    | член Партії регіонів                          | Дергачівська районна рада, начальник відділу інформа-ційно-аналітич-ного забезпечен-ня                   |
| 11                                                      | Ровенський Костянтин Михайлович     | 03.11.2010            | вища    | член Партії регіонів                          | Виробниче комерційне підприємство «Бетонікс», директор                                                   |
| 12                                                      | Матющенко Катерина Петрівна         | 03.11.2010            | вища    | член Партії регіонів                          | Дергачівське заводоуправ-ління, головний бухгалтер                                                       |
| 13                                                      | Мицай Володимир Олексійович         | 03.11.2010            | вища    | член Партії регіонів                          | Данилівський дослідний лісгосп, лісничий                                                                 |
| 14                                                      | Давиденко Андрій Олександрович      | 03.11.2010            | вища    | член Партії регіонів                          | пенсіонер                                                                                                |
| 15                                                      | Ємець Наталія Анатоліївна           | 03.11.2010            | середня | член Партії регіонів                          | фізична особа-підприємець                                                                                |
| Політична партія Всеукраїнське об'єднання «Батьківщина» |                                     |                       |         |                                               | |
| б/м                                                     | Гарматюк Олена Михайлівна           | 03.11.2010            | вища    | член Всеукраїнського об'єднання «Батьківщина» | Управління культури та гуманітарний питань Жовтневої районної у місті Харкові ради, заступник начальника |
| б/м                                                     | Ладоня Ольга Володимирівна          | 03.11.2010            | вища    | член Всеукраїнського об'єднання «Батьківщина» | Відділ освіти Дергачівської районної державної адміністрації, методист                                   |
| б/м                                                     | Бондаренко Станіслав Олексійович    | 03.11.2010            | вища    | член Всеукраїнського об'єднання «Батьківщина» | Національний науковий центр «Інститут метрології», молодший науковий співробітник                        |
| Політична партія «Сильна Україна»                       |                                     |                       |         |                                               | |
| б/м                                                     | Степаненко Володимир Олексійович    | 03.11.2010            | вища    | член Політичної партії «Сильна Україна»       | пенсіонер                                                                                                |
| Політична партія «Фронт Змін»                           |                                     |                       |         |                                               | |
| б/м                                                     | Ткаченко Олександр Володимирович    | 03.11.2010            | вища    | член Політичної партії «Фронт Змін»           | фізична особа-підприємець                                                                                |